# Hmeliv, Volodîmîr-Volînskîi
Hmeliv (în ucraineană Хмелів) este un sat în comuna Hmelivka din raionul Volodîmîr-Volînskîi, regiunea Volînia, Ucraina.

## Demografie
Componența lingvistică a localității Hmeliv
     Ucraineană (100%)
Conform recensământului din 2001, toată populația localității Hmeliv era vorbitoare de ucraineană (100%).